# 翁圭迪瓦
翁圭迪瓦是非洲西南部國家納米比亞的城鎮，由奧沙納區負責管轄，位於該國北部奧沙卡蒂以東約6公里，海拔高度約1,100米，建城於1960年，鎮上有醫院、教堂和學校，2010年人口估計約27,000。
17°47′S 15°46′E / 17.783°S 15.767°E